# Секи, Люси
Люси Секи (27 марта 1939, Белу-Оризонти — 23 июня 2017) — бразильский лингвист специализировалась на языках коренных народов Америки, доктор философских наук, профессор.

## Биография
Люси Секи имела степени магистра и доктора философии по лингвистике от Университета Патриса Лумумбы в Москве. Она также получила степень бакалавра истории в Федеральном университете Минас-Жерайса и прошла обучение в докторантуре в Техасском университете в Остине Она была профессором Государственного университета Кампинаса (UNICAMP), Бразилия. В 2010 году она была избрана почетным членом Лингвистического общества Америки за выдающийся вклад в эту область

## Публикации
Книги
- Gramática do Kamaiurá, Лингуа тупи-гуарани до Альто-Шингу . 482 страницы + 17 цветных фотоальбомов (2000 г., на португальском языке). ISBN 85-268-0498-7

Научные труды
Камайура (тупи-гуарани) как активно-статический язык. В изд, Амазонская лингвистика: исследования низинных южноамериканских языков, University of Texas Press (1990).

## Отзывы
Из предисловия лингвиста Бернарда Комри : Грамматика Камаюры доктора Секи — одна из лучших грамматик живых бразильских языков коренных народов, которые у меня были привилегия чтения […] Это также первая современная всеобъемлющая описательная грамматика бразильского языка коренных народов, написанная бразильцем.
Из подтверждения лингвиста Р. М. У. Диксон : Фактически, книга доктора Секи о Камаюре — первая исчерпывающая грамматика индийского языка, сделанная бразильцем после описания Тупинамбы в 1595 году Анчиетой